# Szabadszállási sortűz
A szabadszállási sortüzet 1956. október 29-én adták le fegyvertelen tüntetőkre, akik politikai foglyok szabadon bocsátását követelték a községi katonai kommendánstól. A konfliktus során 2 ember meghalt, a sebesültek számát 40-60-ra becsülik.

## Előzmények
1956. október 24-én a budapesti események hatására a Szabadszálláson állomásozó katonai alakulatoknál készültséget rendeltek el. A MN. 44. Tüzérezrednél a laktanya védelmét és a szolgálatot megerősítették, valamint járőröket küldtek a településre, és a mozgósítási terv alapján biztosították a vasútállomást.
Október 25-én a településre vezető utakat lezárta a hadsereg és igazoltatásokat végeztek, valamint lezárták az 51-es főutat Budapest és Baja között.
1956. október 28-án küldöttség járt a szabadszállási kommendán sparancsnoknál (Angyal Károly őrnagy) és kérvényezték a településen lévő szovjet emlékmű elbontását, és tüntetés engedélyezését a lakosság számára. Az engedélyt a parancsnok megtagadta. Még ugyanezen a napon éjjel Füredi Kálmán, Gubacsi Sándor, Pintér Géza, Bocskai Zsigmond, Kővári Andor, Szűcs Gábor és Kővári Károly ledöntötte a szovjet emlékművet, és a község határában lévő csatornába helyezték.

## A sortűz
1956. október 29-én tüntetés kezdődött a Petőfi-szobornál, majd a tömeg kis kitérővel a tanácsháza elé vonult. Megalakult az ideiglenes nemzeti bizottság, aminek elnökévé Bognár Pált választották, majd követelték, hogy a szabadszállási párttitkár mondjon le. Eközben a begyűjtési versenytáblát Csaplár Károly összetörte, Latz Károly elszavalta a tömegnek a Szózatot és Lutz Péter kidobott a tanácsháza ablakán egy vörös drapériát, amit a tömeg széttépett. Ekkorra, a mintegy 1200 fős tömegben elterjedt a hír, hogy a kommendánsi hivatalban politikai foglyok vannak. Mintegy 100-150 fő a kommendánsi hivatalhoz vonult a foglyok kiszabadítására. Angyal Károly őrnagy két tankot és 12 katonát vezényelt az épület védelmére, és felszólították a jelenlévőket a terület elhagyására. A tömeg azonban nem oszlott fel, a katonáktól követelték, hogy ne lépjenek fel a tüntetőkkel szemben, valamint a foglyok elengedését. Ekkor a nemzeti bizottság egyik tagja és Karikó János, a kórház gondnoka, egy tankra felmászva kérte a tömeget, hogy oszoljanak, ám azok nem tettek eleget a kérésnek. Ekkor Angyal Károly őrnagy kiadta a tűzparancsot. A tankok géppuskáival a tömegbe lőttek, és Fekécs József százados több kézigránátot az emberek közé dobott. A sortűzben két személy azonnal meghalt (Szálai István és Péter Imréné). A sérültek száma 40-60 között volt, egyes források szerint elérte a 100-at.
Ezzel egyidőben tüntetők, Vizinger Károly párttag és tanácstag lakására mentek, hogy felelősségre vonják tettei miatt. A szintén ott tartózkodó Polgár László községi párttitkár, lábon lőtte az egyik tüntetőt (név szerint Pulai Jánost).

## Következmények
Az október hátralévő része, viszonylag eseménytelenül telt. A lakosság és a katonaság körében is szervezkedések zajlottak. Ideiglenes nemzeti bizottságot alakítottak, valamint az újabb pártok tagjaiból is beválasztottak tagokat a helyi intézőbizottságba. A MN. 44. Tüzérezrednél forradalmi katonatanácsot választottak. A budapesti forradalmi ifjúsági bizottságtól küldöttség érkezett, akik Angyal Károly őrnagy kiadatását követelték. A követelés mellé álltak a páncélos alakulat honvédei és tiszthelyettesei is és tüntetést szerveztek a laktanyában. A parancsnokság végül engedett a követelésnek és átadták az őrnagyot, akit Budapestre vittek. Még október végén megalakult a végleges nemzeti bizottság is, mely nyomására eltávolították az iskolaigazgatót pozíciójából valamint a rendőrségtől egy szakaszvezetőt. A bizottság november 10-ig működött. Arról, hogy Angyal Károly őrnagyot valaha felelősségre vonták-e, nincs információ.

## A forradalom vége
November 4-én megszakadt a MN 44. Tüzérezred kapcsolata a felsőbb parancsnoksággal, valamint vették a nagykőrösi alakulat rádióadását, miszerint szovjet tankok zárták körül a nagykőrösi laktanyát. A hír hallatára gyűlést tartottak a laktanyában, ahol erősen szovjetellenes hangulat uralkodott. Az állomány egy része elhagyta a laktanyát és hazament. Másnap a szabadszállási nemzeti bizottság 3 tagja fegyvert és lőszert kért a laktanyából, de ennek teljesítését a parancsnok és a katonai forradalmi tanács is megtagadta.
November 7-én egy szovjet ezredes érkezett a laktanyához 3 páncélozott jármű és 2 harckocsi kíséretében. Összehívták a parancsnokokat és felszólították őket a fegyverletételre, ami meg is történt. Még az éjszaka során újabb 50 katona hagyta el a laktanyát, és ment haza. November első felében 26 tiszt és 13 tiszthelyettes tagadta meg a tiszti nyilatkozat aláírását, valamint kérte leszerelését.
December 19-én megrongálták az újjáépített szovjet emlékművet. (Koller Sándor leverte róla a vörös csillagot.)